# Chiesa della Santissima Trinità (Bassano del Grappa)
La chiesa della Santissima Trinità è la parrocchiale di Angarano, quartiere di Bassano del Grappa, in provincia e diocesi di Vicenza; fa parte del vicariato di Bassano del Grappa-Rosà.

## Storia
La primitiva chiesa di Angarano venne edificata nel Quattrocento. Questo edificio fu demolito nella prima metà del XVIII secolo per far posto all'attuale parrocchiale, costruita tra il 1740 ed il 1761 su progetto di Giovanni Miazzi. La facciata venne completata nel 1810. Nel 1870 fu realizzata l'abside, nel 1888 posato il nuovo pavimento e, nel 1892, restaurato il campanile.